# フルコース (フラチナリズムのアルバム)
『フルコース』は、 フラチナリズムのインディーズアルバム。2011年9月18日に発売。

## 概要
フラチナリズムのインディーズ時代の作品。既に売り切れている。
※オフィシャル ウェブサイト「DISCOGRAPHY」参照。

## 収録曲
1. あ・く・ま・でナイトフィーバー (5:14)
2. Ride on time (4:07)
3. 窓越しブリリアンス (3:37)
4. STORY (5:41)
5. 寿限無 je GAME (3:28)
6. 涙の雨がやむ頃に (4:58)
7. セクレリア・ディジレリア (5:50)
8. アイアイアイラブユー (4:30)

- 全作詞作曲：フラチナリズム